# Hasya Sukenik-Feinsod
Hasya Sukenik-Feinsod, född 1889, död 1968, var en israelisk feminist och aktivist. 
Hon var medgrundare till Union of Hebrew Women for Equal Rights in Erez Israel, som grundades 1919. 